# 有声そり舌摩擦音
有声そり舌摩擦音（ゆうせい そりじた まさつおん）は、子音の一種。舌さきを硬口蓋に向けてそらせて調音（そり舌）される摩擦音である。

## 特徴
- 気流の起こし手 - 肺臓気流機構。
- 発声 - 声帯の振動を伴う有声音。
- 調音
  - 調音位置 - 持ち上げられた舌尖と歯茎後部によるそり舌音。
  - 調音方法
    - 口腔内の気流 - 舌の中央を気流が通る中線音
    - 調音器官の接近度 - 隙間を作って空気が通りにくくし、そこに呼気を通して生じる摩擦音。
    - 口蓋帆の位置 - 口蓋帆を持ち上げて鼻腔への通路を塞いだ口音。

## 言語と表記の例
- ポーランド語 - żとrz（żはgより、rzはrより変化したもので、もとは違うものだが現在は同じ発音）
- ロシア語 - ж
- 中国語 - r （ピンイン）、ㄖ （注音符号）、漢字 「日」などの音。
- ドンガン語 - ж （旧表記 ƶ）